# Ischnocnema izecksohni
Ischnocnema izecksohni är en groddjursart som först beskrevs av Ulisses Caramaschi och Geraldo Kisteumacher 1989.  Ischnocnema izecksohni ingår i släktet Ischnocnema och familjen Brachycephalidae. IUCN kategoriserar arten globalt som otillräckligt studerad. Inga underarter finns listade i Catalogue of Life.